# Distrito de San Luis de Lucma
El distrito de San Luis de Lucma es uno de los quince distritos administrativos de la Provincia de Cutervo, ubicada en el Departamento de Cajamarca, bajo la administración del Gobierno regional de Cajamarca, en el Perú.  
Desde el punto de vista jerárquico de la Iglesia católica forma parte de la Prelatura de Chota, sufragánea de la Arquidiócesis de Piura.

## Historia
El distrito de San Luis de Lucma fue creado mediante Ley del 8 de abril de 1929, en el  gobierno del Presidente Augusto Leguía.

## Geografía
Tiene una superficie de 109,74 km²

## Autoridades

### Municipales
- Autoridades regionales y municipales.
- 2019 - 2022
  - Alcalde Ing. Helvin Angel Sánchez Pérez
- 2015 - 2018
  - Alcalde sr: Julio Díaz Llatas.
- 2011 - 2014
  - Alcalde Prof: Segundo Manuel Salas Julón.
- 2007 - 2010
  - Alcalde Prof: Santos Delgado Fernández.
- 2006 - 2009
  - Alcalde Prof: Juvenal Julon Miranda.

## Subprefecto Distrital
Abogado. Bill Max Tom, Guerrero Alarcon.

### Religiosas
- Prelatura de Chota[2]
  - Obispo Prelado: Mons. Fortunato Pablo Urcey, OAR